# 1992 في فرنسا
فيما يلي قوائم الأحداث التي وقعت خلال عام 1992 في فرنسا.

## أحداث
- 1 يناير – الألعاب البارالمبية الشتوية 1992
- 8 فبراير – الألعاب الأولمبية الشتوية 1992

## سياسة

### تعيين في المنصب
- 1 يناير – جيرار كولومب عضو مجلس جهوي.
- 2 أكتوبر – بيار موروا عضو مجلس الشيوخ الفرنسي.

### انتهاء فترة المنصب
- 9 يناير – بيار موروا First Secretary of the Socialist Party [الإنجليزية]‏.
- 2 أبريل – إديت كريسون رئيس الوزراء الفرنسي.
- 2 أبريل – جان لوك ميلونشون عضو المجلس العام  [لغات أخرى]‏.
- 2 مايو – سيغولين رويال نائب فرنسي.
- 2 أكتوبر – آلان بوهر رئيس مجلس الشيوخ الفرنسي  [لغات أخرى]‏.

## رياضة
- 1 يناير – دورة فرنسا المفتوحة 1992
- 5 مايو – كارثة ملعب أرموند سيزاري
- 5 يوليو – جائزة فرنسا الكبرى 1992 الفائز نايجل مانسيل.

## ظهور
- 1 يناير – شارلي إبدو

## أفلام
من الأفلام التي صدرت هذه السنة في فرنسا:
- 1 يناير – إندوشينا من إخراج Régis Wargnier [الإنجليزية]‏.
- 1 يناير – دروس الظلام من إخراج فرنر هرتزوغ.
- 1 يناير – ذا باور أوف ون من إخراج جون أفليدسن.
- 1 يناير – عودة كازانوفا من إخراج Édouard Niermans (director) [الإنجليزية]‏.
- 1 يناير – غريزة أساسية من إخراج بول فيرهويفن.
- 18 ديسمبر – تشابلن من إخراج ريتشارد أتينبورو.

## برامج ومسلسلات وأنمي
- مغامرات تان تان
- لي غينيول دو لانفو

## مواليد

### يناير
- 19 يناير – ليلى مكنون لاعبة كرة قدم.
- 30 يناير – كينغسلي بيندا لاعب كرة سلة فرنسي.

### فبراير
- 5 فبراير – نبيلة بن عطية
- 8 فبراير – ليندساي روز لاعب كرة قدم فرنسي.
- 9 فبراير – جياني مينا لاعب كرة مضرب فرنسي.
- 10 فبراير – بولين فيرون-برفوت دراجة فرنسية.
- 11 فبراير – لويس لابيري لاعب كرة سلة فرنسي.
- 11 فبراير – هاري نوفيلو لاعب كرة قدم فرنسي.
- 12 فبراير – أرنو سوكيه لاعب كرة قدم فرنسي.
- 12 فبراير – فالنتين دبيس متسابق دراجات نارية فرنسي.
- 29 فبراير – سفير تايدر قسن.

### مارس
- 10 مارس – نيسكينز كيبانو لاعب كرة قدم.
- 12 مارس – جوردن فيري لاعب كرة قدم فرنسي.
- 18 مارس – دارنيل سيتشو لاعب كرة قدم فرنسي.
- 20 مارس – بايساما سانكو لاعب كرة قدم غيني.
- 30 مارس – عبد الله ديالو لاعب كرة قدم سنغالي.
- 31 مارس – ويليام قروس لاعب كرة قدم فرنسي.

### أبريل
- 7 أبريل – يوان واتشر لاعب كرة قدم فرنسي.
- 25 أبريل – بريان كوكار دراج فرنسي.

### مايو
- 9 مايو – رشيد غزال لاعب كرة قدم جزائري.
- 13 مايو – ايفان شوفالييه لاعب كرة قدم فرنسي.
- 13 مايو – تييفي بيفوما لاعب كرة قدم فرنسي.
- 19 مايو – مهدي زفان لاعب كرة قدم فرنسي.

### يونيو
- 17 يونيو – ثيو ديروت لاعب كرة يد فرنسي.
- 18 يونيو – أداما سوماورو لاعب كرة قدم فرنسي.
- 18 يونيو – رشيد عليوي لاعب كرة قدم مغربي.
- 23 يونيو – نامباليس ميندي لاعب كرة قدم فرنسي.
- 26 يونيو – رودي غبرت لاعب كرة سلة فرنسي.
- 30 يونيو – محمد بن يحيى لاعب كرة قدم فرنسي.

### يوليو
- 2 يوليو – مانون هويت لاعبة كرة يد فرنسية.
- 17 يوليو – سيمون ديا لاعب كرة قدم فرنسي.
- 20 يوليو – زيفو
- 23 يوليو – أكسل توبان لاعب كرة سلة فرنسي.
- 24 يوليو – ليو ويسترمان لاعب كرة سلة فرنسي.
- 27 يوليو – نعيم سليتي
- 29 يوليو – جبريل سيديبي لاعب كرة قدم.

### أغسطس
- 6 أغسطس – مهدي عبيد

### سبتمبر
- 1 سبتمبر – كورالي لاسورسي لاعبة كرة يد فرنسية.
- 1 سبتمبر – مهدي سليم خليفي
- 4 سبتمبر – لايفن كورزاوا لاعب كرة قدم فرنسي.
- 14 سبتمبر – كارل توكو إكامبي لاعب كرة قدم فرنسي.
- 18 سبتمبر – تيموثي نغيسان لاعب كرة يد فرنسي.
- 21 سبتمبر – أودري برونيو لاعبة كرة يد فرنسية.

### أكتوبر
- 11 أكتوبر – جان دانيال أكبا أكبرو لاعب كرة قدم فرنسي.
- 29 أكتوبر – إيفان فورنييه لاعب كرة سلة فرنسي.

### نوفمبر
- 2 نوفمبر – ريمي مولومبا لاعب كرة قدم فرنسي.

### ديسمبر
- 2 ديسمبر – ماساديو هايدارا لاعب كرة قدم فرنسي.
- 11 ديسمبر – كريستوف لابورت دراج فرنسي.
- 16 ديسمبر – ستيف ياغو لاعب كرة قدم بوركينابيّ.

## وفيات

### يناير
- 23 يناير – تشارلز مولان (مواليد 1909) ممثل فرنسي.

### مارس
- 30 مارس – أميدي فورنييه (مواليد 1912) درّاج طريق فرنسي.

### أبريل
- 27 أبريل – أوليفييه مسيان (مواليد 1908)

### يونيو
- 30 يونيو – اندري ايبيتارن (مواليد 1894) رسام فرنسي.

### يوليو
- 4 يوليو – فرانسيس بيرين (مواليد 1901) فيزيائي فرنسي.

### أغسطس
- 29 أغسطس – بيير فيليكس غوتاري (مواليد 1930)

### نوفمبر
- 7 نوفمبر – رينيه هامل (مواليد 1902) دراج فرنسي.